# أشولينية
أشولينية أو آشولية أو النمط الثاني للصناعة الحجرية (Mode II)، هي مرحلة صناعية أثرية مرتبطة بالعصر الحجري القديم السفلي. تميزت الأدوات الحجرية في هذه المرحلة وخصوصا الفؤوس اليدوية الحجرية منها بأشكالها البيضاوية والكمثرية الحادة. الشيء الذي ساعد الإنسان بشكل كبير في مواجهة ظروف الحياة البدائية والقاسية آنذاك. برزت أول مرة في شرق إفريقيا منذ حوالي 1,76 مليون سنة وإختفت تماما منذ 130ألف سنة، حيث عوضتها الأدوات الموستورية.
أصبحت الأشولينية مصطلحا يطلقه علماء الآثار على مواقع صناعة الأدوات الحجرية المدببة والمفلطحة والمكاشط المصقولة، والتي عادة ما يتم العثور عليها مع بقايا الإنسان المنتصب. ويُعتقد أن التقنيات الأشولية تطورت لأول مرة منذ حوالي مليوني سنة، مستمدة من الأدوات الأولدوانية الأكثر بدائية المرتبطة بالإنسان الماهر. ويطلق على إنسان هذا العصر اسم الإنسان الأشولي الذي عاش قرب الأنهار في أوروبا وافريقيا وآسيا. ويرجح العلماء أن هذا الإنسان استخدم النار منذ 300 ألف سنة عندما عثروا على بقايا عظام وأحجار محروقة وفحم ورماد في عدة مواقع أشولينية كما في كهوف هيرثيز بجنوب أفريقيا وزوكوديان بالصين وتيرا أماتا بفرنسا.

## أصول المرحلة
يرجع أصل التسمية إلى حي القديس أشول الموجود بمدينة أميان بفرنسا، حيث تم العثور على بقايا تعود لهذا العصر لأول مرة في سنة 1859. ويتميز هذا الموقع الأثري بالعدد الكبير المكتشف للآلات الحجرية المصقولة كالفؤوس المدببة والبيضاوية التي كان يستعملها الإنسان الأشولي وبوفرة.
كان جون فرير أول من اقترح تاريخًا قديمًا جدًا للفؤوس اليدوية الأشولية. ففي عام 1797، أرسل نموذجين إلى الأكاديمية الملكية للفنون في لندن من بلدة هوكسني في سوفولك. لقد وجد هذه النمادج في رواسب بحيرة ما قبل التاريخ مع عظام الحيوانات المنقرضة وخلص إلى أنها صنعت على يد أشخاص لم يستخدموا المعادن وأنها تنتمي إلى فترة قديمة جدًا. ومع ذلك، تم تجاهل أفكاره من قبل معاصريه، الذين أيدوا وجهة نظر ما قبل الداروينية حول التطور البشري. كما تم لأول مرة وصف هاته المرحلة الصناعية بدقة من طرف عالم الاثار الفرنسي غابرييل دي مورتييه.
ترجع أصول المرحلة الصناعية الآشولية إلى أواخر عهد المرحلة الصناعية الأولدوايية. وتتمركز أقدم أثار هاته المرحلة الصناعية في شرق إفريقيا، حيث تم العثور على بقايا تعود لحوالي 1,67 مليون سنة بموقع "Kokiselei 4" بجوار بحيرة توركانا. كما تم العثور على بقايا تعود لحوالي 1,7 مليون سنة بمغارات الدوفاي. اما في الشرق الأوسط والهند فتعود أقدم أثار هاته المرحلة إلى حوالي 1.5 مليون سنة قبل الآن.

## تحديد تاريخ الآشولينية
حُددت التواريخ التقويمية والتسلسل الزمني المطلوب في دراسة تصنيع الأدوات الحجرية البدائية غالبًا من خلال واحدة أو أكثر من التقنيات الجيولوجية، مثل التأريخ الإشعاعي، وغالبًا التأريخ بنظائر البوتاسيوم-الآرغون، والٳسترإتيغرافيا المغناطيسية. يعود تاريخ الفؤوس اليدوية الآشولينية منذ نشأته في كونسو في إثيوبيا، إلى نحو 1.5 مليون سنة، وحدد باستخدام التأريخ الإشعاعي للرواسب الحاوية على رماد بركاني. عُثر أيضًا على أدوات آشولينية في جنوب آسيا يعود تاريخها إلى ما يصل حتى 1.5 مليون سنة.
مع ذلك، فإن أول الأمثلة المقبولة على الأشولينية المعروفة حاليًا أتت من منطقة غرب توركانا في كينيا، ووُصفت لأول مرة من قبل فريق لعلم آثار بقيادة فرنسية. يعود تاريخ هذه الأدوات الأشولينية الخاصة، والذي حُدد حديثًا عن طريق الٳسترإتيغرافيا المغناطيسية، إلى نحو 1.76 مليون سنة، مما يجعلها الأقدم في جميع أنحاء العالم وليس فقط في إفريقيا. كان الإنسان العامل (هومو إرغاستر) أول من استخدم الأدوات الآشولينية، والذي ظهر لأول مرة منذ 1.8 مليون سنة. لا يستخدم جميع الباحثين هذا الاسم الرسمي، ويفضلون بدلًا من ذلك تسمية أولئك المستخدمين البدائيين بالإنسان المنتصب (هومو إريكتوس). من خلال التأريخ الجيولوجي للرواسب المعدنية، يبدو أن الأشوليينية نشأت في إفريقيا وانتشرت إلى المناطق الآسيوية والشرق أوسطية والأوروبية في وقت ما قبل 1.5 مليون سنة إلى 800 ألف سنة. في المناطق الفردية، يمكن تنقيح هذا التاريخ بشكل كبير؛ ففي أوروبا مثلًا، يُعتقد أن الأساليب الأشولينية لم تصل إلى القارة قبل نحو 500,000 عام. ومع ذلك، أظهرت الأبحاث الحديثة أن الفؤوس اليدوية في إسبانيا صنعت منذ أكثر من 900,000 عام.
تقترح تقنيات التأريخ النسبية (المستندة إلى افتراض أن التكنولوجيا تتطور مع مرور الوقت) أن الأدوات الآشولينية تبعت طرقًا لصناعة الأدوات أقدم منها وأكثر بدائية، لكن هناك تداخلًا زمنيًا كبيرًا في صناعات الأعمال الحجرية البدائية في عصر ما قبل التاريخ، مع وجود أدلة في بعض المناطق أن المجموعات التي استخدمت الأدوات الأشولينية عاصرت صناعات أخرى أقل تطورًا، مثل الكلاكتونية، وفي وقتٍ لاحق صناعات أكثر تطورًا مثل الموستيرية. لذا من المهم ألا ننظر إلى الأشولينية على أنها فترة محددة بدقة أو أنها حدثت كجزء من تسلسل واضح، بل كأحد تقنيات صنع الأدوات التي ازدهرت كثيرًا في بداية عصر ما قبل التاريخ على وجه التحديد. يجعل الانتشار الجغرافي الهائل لتقنيات الأشولينية أيضًا من الاسم خيارًا غير عملي، لأنه يمثل العديد من الاختلافات الإقليمية في موضوع مشابه. لا يمثل مصطلح الأشولينية ثقافةً مشتركةً بالمعنى الحديث، بل طريقة أساسية لصناعة الأدوات الحجرية التي جرت مشاركتها في معظم أنحاء العالم القديم.
تحتوي التجميعات الأشولينية البدائية في الغالب على العديد من الرقائق وأشكال اللب الصخري من طراز أولدوان، ومن المؤكد تقريبًا أن الأشولينية تطورت من هذه الصناعة القديمة. تُعرف هذه الصناعات باسم الأولدوان المتطورة ومن المؤكد تقريبًا أنها صناعة انتقالية بين الأولدوان والأشولينية.